# Afonso Gonçalves Baldaia

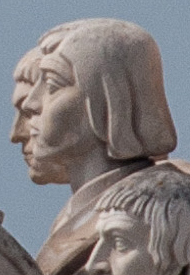
Afonso Gonçalves Baldaia på Upptäckarnas monument. (I förgrunden Pedro Álvares Cabral i bakgrunden Pêro de Alenquer.)

Afonso Gonçalves Baldaia var en portugisisk upptäcktsresande som var verksam på 1400-talet och som utforskade den nordvästafrikanska kusten vid Västsahara på uppdrag av Henrik Sjöfararen (hos vilken han tjänade som munskänk). Enligt Pereira företog Baldaia en första expedition 1434, tillsammans med Gil Eanes på ett andra skepp, som nådde förbi Cabo Bojador till Angra dos Ruivos och en andra expedition 1436 som nådde längre söderut (förbi Rio de Oro-halvön till Pedra de Galé). Enligt Quintella företog Eanes och Baldaia även en expedition som nådde Angra dos Ruivos 1435,  enligt Domingues och Nyström ägde Baldaias första resa, med Eanes, rum 1435 (resan 1434 företog Eanes), medan Eanes reste själv 1434 och Baldaia själv 1435 och 1436 enligt Cortecão och enligt Kerr gjorde Eanes (kallad Gilianez) den första resan förbi Kap Bojador 1433 eller 1434 och de båda övriga resorna tillsammans med Baldaia 1435. Således kan konstateras att Baldaia ledde två eller tre expeditioner, eventuellt tillsammans med Eanes, under åren 1434 till 1436 och att han möjligen ensam ledde den slutliga expedition som nådde Rio de Oro och Pedra de Galé.